# Nikołaj Siergiejew
Nikołaj Dmitrijewicz Siergiejew (ros. Николай Дмитриевич Сергеев; ur. 22 września?/5 października 1909 we wsi Staryje Pietrowcy w guberni kijowskiej, zm. 11 lutego 1999 w Moskwie) – radziecki dowódca, admirał floty.

## Życiorys
W czasie II wojny światowej pełnił służbę w Głównym Sztabie Morskim, dowodził także brygadą okrętów Wojskowej Flotylli Wołżańskiej. Po wojnie służył w sztabie generalnym Marynarki Wojennej, w latach 1964–1977 jako szef sztabu głównego – pierwszy zastępca dowódcy Marynarki Wojennej.
30 kwietnia 1970 awansowany do stopnia admirała floty.